# Janet Jagan
Janet Rosenberg Jagan (Chicago, Illinois, 20 de octubre de 1920-Georgetown, 28 de marzo de 2009) fue una política guyanesa de origen estadounidense. Presidenta de Guyana en 1997 tras la muerte de su esposo, el presidente Cheddi Jagan, gobernó durante dos años hasta 1999 e inició una serie de acercamientos al socialismo al igual que durante el mandato de Cheddi. Debido a razones de salud, dejó la presidencia.

## Primeros años
Nació en Chicago (Illinois) el 20 de octubre de 1920, en el seno de una familia clase media alta de origen judío askenazí. Sus padres fueron Charles y Kate Rosenberg; sus abuelos maternos, Adolf Kronberg y Rosa Appelbaum, fueron inmigrantes judíos. Su abuelo Adolf emigró de Rumanía hasta EE. UU. y su abuela Rosa procedía de Hungría. En diciembre de 1942, mientras trabajaba en el Cook Country Hospital, conoció a Cheddi Jagan, estudiante indo-guyanés de Odontología en la Universidad Northwestern. Rápidamente se casaron en agosto de 1943 y en diciembre ella se fue a Guyana con Jagan.

## Vida en Guyana
En 1943, luego de casarse con Cheddi Jagan, la pareja decidió mudarse a la entonces Guayana Británica. Participó en el activismo de izquierda y se unió junto a su marido a la Unión de Trabajadores de la Guayana Británica. También trabajó en la clínica dental de Cheddi Jagan durante diez años. En 1946 fundó el Frente de las Mujeres y formó parte de la organización económica y cofundadora de la Comisión de Asuntos Políticos de Guyana.

## Vida política
Janet Jagan, sin éxito, se postuló para un escaño del centro de Georgetown en las elecciones generales de 1947. El 1 de enero de 1950, cuando ella y su marido fueron cofundadores del Partido Progresista Popular (PPP) al fusionarse con el Partido Laborista local, Janet fue elegida Secretaria General del PPP, cargo que mantuvo desde 1950 hasta 1970. También en 1950, Jagan fue elegida para el Consejo Municipal de la ciudad de Georgetown, siendo la primera mujer electa para tal cargo. Ella fue elegida para la Cámara de la Asamblea en las elecciones de abril de 1953, ganando un escaño de la circunscripción del Esequibo. Fue una de las tres mujeres que consiguieron escaños en esa elección; después de la elección, fue elegida como Presidenta de la Asamblea Legislativa. Su partido era marxista-leninista, opuesto al régimen colonial británico; luego de su victoria en las elecciones, las autoridades coloniales decidieron derrocar del gobierno al PPP debido a temores de que los Jagan buscasen alianzas con países comunistas.
Cheddi y Janet fueron encarcelados por cinco meses, y posteriormente mantenidos bajo arresto domiciliario por dos años más. Durante los siguientes años fueron víctimas de una campaña organizada por la CIA para mantenerlos alejados del poder por medio de disturbios, campañas mediáticas para dañar la imagen de los Jagan e incluso le fue revocada a Janet su ciudadanía estadounidense.
Jagan fue nuevamente electa para el Parlamento guyanés en 1973 y fue reelegida en 1980, 1985 y 1992, llegando a ser la diputada más veterana del Parlamento, a sus 46 años. Cheddi Jagan fue elegido presidente de Guyana en 1992, y Janet Jagan se convirtió en primera dama. Ella representó a Guyana ante las ONU durante tres meses en 1993, reemplazando temporalmente a Rudy Insanally, cuando este fue presidente de la Asamblea General de las Naciones Unidas.
Después de la muerte de Cheddi Jagan, Janet fue juramentada como primera ministra, El 17 de marzo de 1997 fue juramentada como primera vicepresidenta. Jagan fue la candidata presidencial del PPP en las elecciones de diciembre de 1997. Después de que el PPP ganó las elecciones, se convirtió en la cuarta presidenta en la historia de América del Sur (después de Isabel Perón de Argentina, Lidia Gueiler de Bolivia y Rosalía Arteaga de Ecuador). Además, fue la primera persona nacida en Estados Unidos y la primera de ascendencia judía elegida para dirigir esta nación sudamericana.

## Vida cultural
Janet Jagan estuvo muy involucrada en la vida literaria y cultural de Guyana. Publicó los primeros poemas de Martin Carter en PPP Thunder, del cual era la editora, y apoyó la publicación de las primeras colecciones de Carter, como The Hill of Fire Glows Red. Creía firmemente que los niños guyaneses necesitaban libros que reflejasen sus propias realidades. En 1993, Peepal Tree Press publicó When Grandpa Cheddi was a Boy and Other Stories, seguido de Patricia, the Baby Manatee (1995), Anastasia the Ant-Eater (1997) y The Dog Who Loved Flowers.

## Enfermedad y muerte
El 1 de julio de 1999, después de regresar de la Cumbre Iberoamericana-Europea celebrada en Río de Janeiro, fue ingresada en el Joseph's Mercy Hospital St. en la capital, Georgetown, debido a dolores en el pecho y agotamiento. Se trataba de un ataque cardiovascular, el cual fue tratado a tiempo y fue dada de alta alta del hospital el 3 de julio. Más tarde, en el mismo mes, se sometió a pruebas con respecto a su condición del corazón en el Hospital Municipal de Akron en Akron (Ohio, EE. UU.) fue dada de alta el 23 de julio. De regreso a Guyana, recibió medicamentos para el corazón y le dijeron que eludir la cirugía no era necesario. 
Anunció el 8 de agosto de 1999 que renunciaba a la presidencia debido a su estado de salud, lo que significaba que ya no era capaz de ejercer un fuerte liderazgo. Designó al hasta entonces ministro de Finanzas Bharrat Jagdeo como su sucesor. Jagdeo juró su cargo como presidente el 11 de agosto. 
En las elecciones internas del PPP, el 29 de agosto, logró alcanzar un escaño el Congreso. Jagan había recibido el segundo mayor número de votos (671) en la elección para Comité Central del PPP, celebrada el 2 de agosto de 2008. Fue elegida entonces para el Comité Ejecutivo del PPP, además de ser elegido como editora del periódico PPP Thunder, el 12 de agosto de 2008. 
Janet Jagan murió el 28 de marzo de 2009 en el Georgetown Public Hospital. Su cuerpo fue incinerado el 31 de marzo.
| Predecesor: Sam Hinds | Primera ministra de Guyana 1992-1997 | Sucesor: Sam Hinds      |
| Predecesor: Sam Hinds | Presidenta de Guyana 1997-1999       | Sucesor: Bharrat Jagdeo |